# 藤原兼頼
藤原 兼頼（ふじわら の かねより）は、平安時代中期の公卿。藤原北家中御門流、右大臣・藤原頼宗の長男。官位は正二位・権中納言。小野宮中納言と号す。

## 経歴
後一条朝の万寿3年（1026年）元服と同時に従五位上に叙され、まもなく侍従次いで右近衛少将に任官。万寿4年（1027年）正五位下に昇叙される。
長元2年（1029年）従四位下・右近衛中将次いで従四位上・左近衛中将に叙任される。この年に縁談が成立し、右大臣・藤原実資の溺愛した藤原千古を妻と為し、小野宮家の資産を受け継いだ。千古の父・実資はこの縁談を慎重に行い、同じ小野宮流の権中納言・藤原経通や同・藤原資平らに相談したり、主計頭・賀茂守道を召して婚儀の日取の吉凶を確認したりしている。なお、この縁から兼頼はのちに小野宮中納言と号した。
長元3年（1030年）正四位下次いで従三位に叙せられ、藤原道長の孫の世代としてはいち早く公卿に列す。翌長元4年（1031年）に参議に任じられるが、引き続き近衛中将を兼ねる。また、長元7年（1034年）父の頼宗の譲りにより正三位、長元9年（1036年）舅の藤原実資の譲りにより従二位と、近親の後押しを受けて昇進を重ねた。しかしその後、長元9年（1036年）に藤原信家（教通の子）、長暦3年（1039年）に藤原通房（頼通の子）と、摂関家嫡流の従兄弟たちに権中納言昇進で先を越されている。
後朱雀朝の長久3年（1042年）正二位・権中納言に叙任される。権中納言昇進後は兼官がない状態であったが、康平2年（1059年）になって春宮・尊仁親王（のち後三条天皇）の春宮権大夫を兼ねている。しかし、尊仁親王の即位を見ることはなく、康平6年（1063年）正月11日に薨じた。享年50。

## 官歴
『公卿補任』による。
- 万寿3年（1026年） 10月19日：元服、従五位上[2]。10月26日：侍従。12月27日：右近衛少将
- 万寿4年（1027年） 正月7日：正五位下[3]（東宮御給）。正月27日：兼近江介
- 万寿5年（1028年） 2月9日：禁色。2月10日：雑袍宣旨
- 長元2年（1029年） 正月6日：従四位下。正月24日：右近衛中将。3月11日：左近衛中将。12月20日：従四位上（八幡賀茂行幸行事賞）[3]
- 長元3年（1030年） 正月5日：正四位下（小一条院御給）。3月8日：従三位（頼宗卿先年行幸行事追賞）、止介[3]
- 長元4年（1031年） 12月26日：参議、中将如元
- 長元5年（1032年） 2月8日：兼備中権守
- 長元6年（1033年） 12月13日：服解（母）
- 長元7年（1034年） 正月7日：正三位（父譲、行幸上東門院賞）
- 長元9年（1036年） 正月27日：止守[3]。7月10日：従二位（実資公譲、傅賞）
- 長元10年（1037年） 正月22日：兼讃岐権守
- 長久2年（1041年） 正月23日：止守[3]
- 長久3年（1042年） 正月29日：権中納言。10月27日：正二位（父賴宗卿譲、為参木之時行造宮事賞）
- 康平2年（1059年） 10月22日：兼春宮権大夫（春宮・尊仁親王）
- 康平6年（1063年） 正月11日：薨去

## 系譜
- 父：藤原頼宗
- 母：藤原伊周の娘
- 妻：源忠重の娘
  - 長男：藤原宗実（1041-1090）
- 妻：藤原千古（1011?-1038?）
  - 女子：小野宮尼公（藤原祐家室、1036-1134）